# Košari
Košari es un pueblo ubicado en el municipio de Kriva Palanka, en Macedonia del Norte.

## Superficie
Posee una superficie de 2,368 kilómetros cuadrados.

## Demografía
Hasta 2021 la población era de 59 habitantes, con una densidad de población de 24,92 habitantes por kilómetro cuadrado.